# Neri Pozza
Neri Pozza (Vicenza, 5 agosto 1912 – Vicenza, 6 novembre 1988) è stato un partigiano, scrittore e editore italiano.

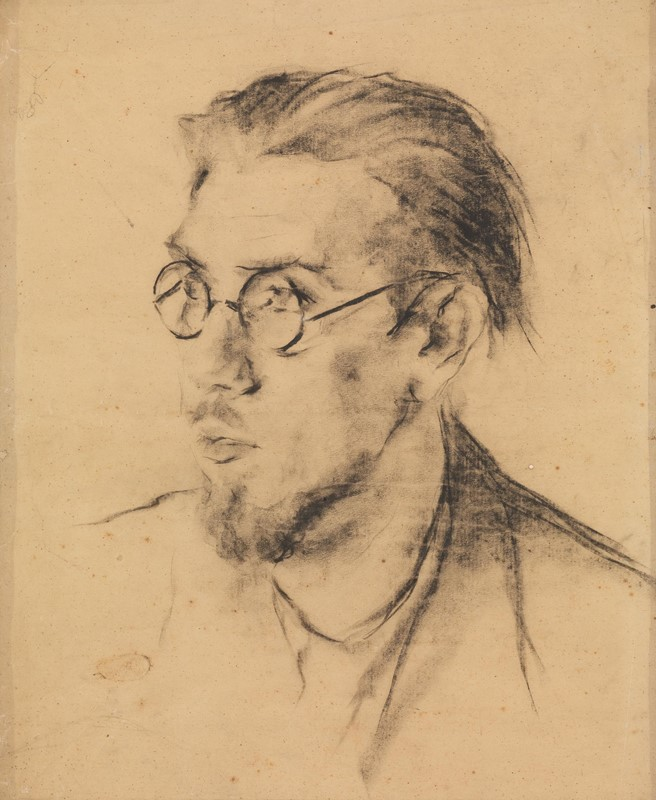
Ritratto di Neri Pozza, fatto da Otello De Maria

Fu inoltre artista, incisore e collezionista d'arte contemporanea.

## Biografia
Nacque e visse a Vicenza, città a cui dedicò tutta la sua attività.
Frequentò il Liceo classico Pigafetta di Vicenza, ma non completò gli studi; il padre era uno scultore e Neri si avvicinò alla scultura, che però lasciò presto per la poesia.
Attivo nella Resistenza vicentina, da questa esperienza trasse il libro La prigione, negli anni sessanta.
Nel 1941 fondò la casa editrice Il Pellicano, all'insegna di un rinnovamento culturale vivificante; intento reso evidente nel logo, in cui compare un pellicano che nutre con il proprio sangue i figli morenti.
Dopo il periodo della guerra si impegnò in quello che sarà il progetto della sua vita: la Neri Pozza Editore, per la quale già nel 1946 uscì il primo titolo: Paludi di André Gide. Nel 1950 pubblicò la silloge In quel preciso momento di Dino Buzzati. Nel 1951 editò il primo romanzo di Goffredo Parise (anch'egli vicentino), Il ragazzo morto e le comete. Il percorso di crescita della casa editrice continuò con le collaborazioni con Vincenzo Cardarelli, Eugenio Montale, Carlo Emilio Gadda e Mario Luzi.
Nel 1951 fu inaugurato il suo Monumento a San Francesco nella piazza di Lendinara dedicata al santo.
Neri Pozza recitò nel 1963 nel film di Gianfranco De Bosio Il terrorista, dove compare nel ruolo dell'avvocato antifascista Pucci, membro del CLN di Venezia con il nome di "Alfonso". 
Il 2 febbraio 1963 Neri Pozza sposa Lea Quaretti con rito solo religioso, senza registrazione dell'atto e senza effetti sul piano civile, a Venezia, in casa dell'amico monsignor Sandro Gottardi. Il matrimonio civile verrà celebrato il 1º novembre 1980 nel municipio di Asolo.
Non è mancato il suo impegno civile all'interno della sua città, infatti è stato consigliere comunale per il Partito Repubblicano.
Amico di numerosi artisti e intellettuali - tra i quali l'architetto Carlo Scarpa, il fotografo Gianpaolo Vajenti e il pittore Otello De Maria - alla morte ha donato alla città di Vicenza la sua collezione di dipinti di arte contemporanea, ospitata presso la Pinacoteca civica di Vicenza a Palazzo Chiericati.
Nel 1982, Neri Pozza, un anno dopo la morte della moglie Lea Quaretti, scrive alcune pagine che, muovendo dagli ultimi istanti di vita della moglie, narrano la storia del loro lungo sodalizio amoroso, intellettuale e artistico. La raccolta che si intitola "Frammenti di un discorso interrotto", a cura di Angelo Colla ed edito da Neri Pozza Editore, è stato pubblicato nel 2018.
Neri Pozza riposa nel cimitero di Longara, frazione del Comune di Vicenza, assieme alla moglie Lea. La cappella funebre è stata progettata dall'archistar e maestro della scuola ticinese Mario Botta.
Nel 2018 presso Palazzo Chiericati in Vicenza è stata allestita la mostra permanente del Legato Pozza-Quaretti, su disposizione del testamento olografo di Neri Pozza, composto il 9 luglio del 1984. Le opere facenti parte della donazione furono raccolte da Neri Pozza e dalla moglie Lea Quaretti a partire dalla fine degli anni cinquanta: una collezione di coppia, che riflette i gusti e le diverse sensibilità di entrambi, e che annovera dipinti, sculture e incisioni di grandi autori del Novecento. Fra questi, si ricordano Ardengo Soffici, Pio Semeghini, Carlo Carrà, Gino Severini, Felice Casorati, Filippo de Pisis, Virgilio Guidi, Osvaldo Licini, Ottone Rosai, Emilio Vedova e Tancredi.

## Testamento
Vicenza 9 luglio 1984
"Dispongo che della raccolta di dipinti, più avanti elencata e che si trovano a Vicenza e a Venezia (cioè esposti nelle due case) siano trasferiti tutti a Vicenza. Essi, riuniti in due o più sale, dovranno essere esposti in permanenza al pubblico, ordinati per scuole e autori, al Museo Civico di Vicenza, al quale li dono a edificazione dei Vicentini. Le sale dove saranno esposti porteranno una targa con scritto Legato Pozza-Quaretti. I dipinti possono essere prestati per esposizioni d'arte. Responsabile ne è il direttore del Museo, con la sua commissione di Vigilanza, della loro buona conservazione. Anche per desiderio di mia moglie Lea desideriamo che i 3 (tre bronzi) di Alberto Viani (due di fonderia GBS a Verona), siano donati al Museo Veneziano di Cà Pesaro, dove si trova la Cariatide di marmo. Anche qui deve essere visibile il nome del donatore. La raccolta di dipinti deve essere ordinata e collocata in visione per il pubblico, al nuovo museo d'arte moderna (?) di Vicenza a cura dell'attuale direttore e con la collaborazione di un architetto da lui scelto, entro un anno dalla morte del donatore Neri Pozza. Caso contrario i miei collaboratori li ritireranno. Essi sono Angelo Colla e Manfredo Schiatti, con la collaborazione di Daniela Domaschi. Della raccolta donata deve essere fatto un catalogo critico in tempi brevi."
Il testamento è stato reso pubblico il 16 dicembre 1988 dal notaio Giuseppe Boschetti di Vicenza (AMCVi, fascicolo Legato Pozza Quaretti, Verbale di deposito di disposizioni di ultima volontà e testamento olografo).

## Opere
- Maschere in grigio, 1945
- Processo per eresia, 1970
- Comedia familiare, 1975
- Tiziano, 1976
- Le storie veneziane, 1977
- Una città per la vita, 1979
- L'ultimo della classe, 1986,
- Vita di Antonio, il santo di Padova
- Le luci della peste (Nuove storie veneziane), 1982
- Frammenti di un discorso interrotto, 2018

## Premi letterari
La sua opera narrativa ha ottenuto alcuni premi letterari, tra i quali il Premio Selezione Campiello, vinto due volte, nel 1970 e nel 1986. e il Premio Settembrini nel 1985 con l'opera ''Personaggi e interpreti.

## Riconoscimenti
Vicenza nel 2008 ha voluto ricordarlo con una mostra a lui dedicata.
Nel 2012 la città gli ha dedicato un busto bronzeo collocato a ponte San Paolo.